# World Rugby U-20 Trophy 2023
World Rugby U-20 Trophy 2023 – trzynasty turniej z cyklu World Rugby U-20 Trophy, który odbył się w Kenii pomiędzy 15 a 30 lipca 2023 roku. Były to międzynarodowe zawody narodowych drużyn rugby union organizowane pod auspicjami World Rugby dla zawodników do 20 roku życia niższe rangą od rozgrywanych w tym samym roku World Rugby U-20 Championship.
W lutym 2022 roku World Rugby ogłosił, że po trzech latach przerwy światowe zawody w kategorii U-20 powrócą w roku 2023. Kenya Rugby Union otrzymał prawa do organizacji turnieju pod koniec stycznia 2023 roku, jednocześnie ogłoszono, iż turniej odbędzie się na stołecznym Nyayo National Stadium. Podział na grupy i harmonogram rozgrywek ogłoszono na miesiąc przed ich rozpoczęciem. Charakterystyki zespołów i sędziowie zawodów.
W rozgrywkach wzięło udział osiem reprezentacji, podzielonych na dwie grupy po cztery drużyny. Start w zawodach zapewniony mieli gospodarze oraz spadkowicze z Mistrzostw Świata 2019 – Szkocja. O pozostałe sześć miejsc odbywały się regionalne turnieje, a awans uzyskały Hiszpania (Rugby Europe), Samoa (Oceania Rugby), Urugwaj (Sudamérica Rugby), Hongkong (Asia Rugby), Zimbabwe (Rugby Africa) i USA (Rugby Americas North).
W finale spotkały się niepokonane w fazie grupowej reprezentacje Urugwaju i Hiszpanii, w nim po wyrównanym pojedynku lepszy okazał się zespół z Europy tym samym po raz pierwszy awansując do zawodów elity.
Zawody były transmitowane w mediach społecznościowych kenijskiego i kontynentalnego związku rugby.

## Faza grupowa

### Grupa A
| 15 lipca 202309:00 | Szkocja U-20 | 64:33(31:0) | Zimbabwe U-20 | Nyayo National Stadium, Nairobi Sędzia: Robin Kaluzniak |
| 15 lipca 202309:00 | Ben Afshar 20 (2P 5pd) Eddie Erskine 10 (2P) Geordie Gwynn 15 (3P) Ben Salmon 5 (P) Corey Tait 5 (P) Jerry Blyth-Lafferty 5 (P) Dan King 4 (2pd) | 64:33(31:0) | Edward Sigauke 5 (P) Shadreck Mandaza 5 (P) Bryan Chiang 5 (P) Tawanda Matipano 5 (P) Leo Mutendi 5 (P) Benoni Nhekairo 8 (4pd) | Nyayo National Stadium, Nairobi Sędzia: Robin Kaluzniak |
| 15 lipca 202309:00 | Bryan Chiang · Shingi Manyarara · Shadreck Mandaza                                                                                               | 64:33(31:0) | | Nyayo National Stadium, Nairobi Sędzia: Robin Kaluzniak |

| 15 lipca 202313:00 | Urugwaj U-20                                                                               | 33:31(23:13) | Stany Zjednoczone U-20                                              | Nyayo National Stadium, Nairobi Sędzia: Tevita Rokovereni |
| 15 lipca 202313:00 | Franco Bertini 5 (P) Icaro Amarillo 5 (P) Dante Soto 5 (P) Juan Carlos Canessa 18 (3pd 4K) | 33:31(23:13) | Hayden McKay 10 (2P) Dominic Besag 5 (P) Hugh O'Kennedy 16 (2pd 4K) | Nyayo National Stadium, Nairobi Sędzia: Tevita Rokovereni |
| 15 lipca 202313:00 | Manuel Bertolotti                                                                          | 33:31(23:13) | John Wilson · Jackson Cain · Solomon Williams                       | Nyayo National Stadium, Nairobi Sędzia: Tevita Rokovereni |

| 20 lipca 202311:00 | Urugwaj U-20 | 51:14(17:14) | Zimbabwe U-20                                                       | Nyayo National Stadium, Nairobi Sędzia: Craig Chan |
| 20 lipca 202311:00 | Icaro Amarillo 10 (2pd 2K) Dante Soto 5 (P) Alfonso Chahnazaroff 5 (P) Guillermo Juan Storace 5 (P) Jeronimo Noseda 5 (P) Juan Bautista Crisci 7 (2pd K) 2 karne przyłożenia – 14 | 51:14(17:14) | Edward Sigauke 5 (P) Benoni Nhekairo 4 (2pd) Shingi Manyarara 5 (P) | Nyayo National Stadium, Nairobi Sędzia: Craig Chan |
| 20 lipca 202311:00 | Leo Mutendi · Edward Sigauke · Gerry Zisengwe | 51:14(17:14) |                                                                     | Nyayo National Stadium, Nairobi Sędzia: Craig Chan |

| 20 lipca 202313:00 | Szkocja U-20                                                                                         | 40:13(14:13) | Stany Zjednoczone U-20                      | Nyayo National Stadium, Nairobi Sędzia: Sylvain Mane |
| 20 lipca 202313:00 | Ben Afshar 20 (2P 5pd) Corey Tait 5 (P) Finn Douglas 5 (P) Findlay Thomson 5 (P) Andrew McLean 5 (P) | 40:13(14:13) | Hugh O'Kennedy 8 (pd 2K) Corbin Smith 5 (P) | Nyayo National Stadium, Nairobi Sędzia: Sylvain Mane |

| 25 lipca 202309:00 | Stany Zjednoczone U-20                                                            | 37:38(14:16) | Zimbabwe U-20                                                                                              | Nyayo National Stadium, Nairobi Sędzia: Craig Chan |
| 25 lipca 202309:00 | Hayden McKay 10 (2P) Rand Santos 5 (P) John Wilson 5 (P) Oliver Cline 17 (4pd 3K) | 37:38(14:16) | Shadreck Mandaza 7 (P pd) Benoni Nhekairo 16 (2pd 4K) Simbarashe Kanyangarara 5 (P) Brendan Marume 10 (2P) | Nyayo National Stadium, Nairobi Sędzia: Craig Chan |
| 25 lipca 202309:00 | Allan Mawunga                                                                     | 37:38(14:16) | | Nyayo National Stadium, Nairobi Sędzia: Craig Chan |

| 25 lipca 202315:00 | Szkocja U-20                                                | 26:37(14:20) | Urugwaj U-20 | Nyayo National Stadium, Nairobi Sędzia: Cauã Ricardo Santos |
| 25 lipca 202315:00 | Ben Afshar 6 (3pd) Eddie Erskine 10 (2P) Corey Tait 10 (2P) | 26:37(14:20) | Juan Carlos Canessa 14 (4pd 2K) Guillermo Juan Storace 5 (P) Máximo Lamelas 5 (P) Pedro Brum 5 (P) Juan González 5 (P) | Nyayo National Stadium, Nairobi Sędzia: Cauã Ricardo Santos |
| 25 lipca 202315:00 | Eddie Erskine                                               | 26:37(14:20) | Máximo Lamelas · Francisco García                                                                                      | Nyayo National Stadium, Nairobi Sędzia: Cauã Ricardo Santos |

### Grupa B
| 15 lipca 202311:00 | Samoa U-20                                                                             | 34:25(13:5) | Kenia U-20                                                                                             | Nyayo National Stadium, Nairobi Sędzia: Saba Abulashvili |
| 15 lipca 202311:00 | Paul Stanley 5 (P) John Mata Samuelu 10 (2P) William Hunt 10 (2P) Afa Moleli 9 (3pd K) | 34:25(13:5) | Raphael Wanga 5 (P) George Otieno 5 (P) Stanslas Shikoli 5 (P) Wicklife Otieno 5 (P) Eddy Murage 3 (K) | Nyayo National Stadium, Nairobi Sędzia: Saba Abulashvili |
| 15 lipca 202311:00 | John Mata Samuelu · Benjamin Faavae · Faalava Toetu                                    | 34:25(13:5) | Eddy Murage                                                                                            | Nyayo National Stadium, Nairobi Sędzia: Saba Abulashvili |

| 15 lipca 202315:00 | Hiszpania U-20 | 53:0(22:0) | Hongkong U-20               | Nyayo National Stadium, Nairobi Sędzia: Precious Pazani |
| 15 lipca 202315:00 | Ignacio Pineiro Molla 5 (P) Gabriel Rocaries 10 (2P) Alvaro Garcia Albo 5 (P) Alvaro Vilchez 5 (P) Martin Pena 5 (P) Borja Ibanez Escalera 5 (P) Eloy De La Pisa Cuadrado 10 (2P) Beau Finnian Peart 4 (2pd) Marcel Sirvent Sanso 4 (2pd) | 53:0(22:0) |                             | Nyayo National Stadium, Nairobi Sędzia: Precious Pazani |
| 15 lipca 202315:00 | Ignacio Pineiro Molla | 53:0(22:0) | Jude Harding · Tyler McNutt | Nyayo National Stadium, Nairobi Sędzia: Precious Pazani |

| 20 lipca 202309:00 | Samoa U-20 | 30:27(5:8) | Hongkong U-20                                                                     | Nyayo National Stadium, Nairobi Sędzia: Cauã Ricardo Santos |
| 20 lipca 202309:00 | John Mata Samuelu 5 (P) Afa Moleli 10 (2pd dg K) Christopher Afamasaga 5 (P) Robert JR Robertson 5 (P) Maoaluma Pasa 5 (P) | 30:27(5:8) | Max Threlkeld 5 (P) Dylan McCann 12 (P 2pd K) TK Yamauchi 5 (P) Joe Denmark 5 (P) | Nyayo National Stadium, Nairobi Sędzia: Cauã Ricardo Santos |
| 20 lipca 202309:00 | Alex Lui · Pesaleli Faiga · Paul Stanley                                                                                   | 30:27(5:8) |                                                                                   | Nyayo National Stadium, Nairobi Sędzia: Cauã Ricardo Santos |

| 20 lipca 202315:00 | Hiszpania U-20 | 48:18(17:15) | Kenia U-20                                                   | Nyayo National Stadium, Nairobi Sędzia: Kat Roche |
| 20 lipca 202315:00 | Gabriel Rocaries 10 (2P) Alvaro Garcia Albo 10 (2P) Eloy De La Pisa Cuadrado 5 (P) Beau Finnian Peart 13 (P 4pd) Diego Gonzalez Blanco 5 (P) Javier Lopez De Haro 5 (P) | 48:18(17:15) | George Otieno 5 (P) Geylord Ngasi 5 (P) Faran Juma 8 (pd 2K) | Nyayo National Stadium, Nairobi Sędzia: Kat Roche |

| 25 lipca 202311:00 | Kenia U-20                                                                            | 22:16(15:10) | Hongkong U-20                              | Nyayo National Stadium, Nairobi Sędzia: Tevita Rokovereni |
| 25 lipca 202311:00 | Eddy Murage 5 (pd K) Mike Oduor 10 (2P) Jacktone Omondi 5 (P) Patrick Wainaina 2 (pd) | 22:16(15:10) | Dylan McCann 11 (pd 3K) Tyler McNutt 5 (P) | Nyayo National Stadium, Nairobi Sędzia: Tevita Rokovereni |
| 25 lipca 202311:00 | Joe Denmark                                                                           | 22:16(15:10) |                                            | Nyayo National Stadium, Nairobi Sędzia: Tevita Rokovereni |

| 25 lipca 202313:00 | Hiszpania U-20                                                                                                   | 28:10(10:3) | Samoa U-20                                   | Nyayo National Stadium, Nairobi Sędzia: Kat Roche |
| 25 lipca 202313:00 | Beau Finnian Peart 13 (2pd 3K) Daniel Catanzaro Omati 5 (P) Jacobo Ruiz Marcos 5 (P) Manex Ariceta Maestro 5 (P) | 28:10(10:3) | Afa Moleli 5 (pd K) Kelekolio Mealelei 5 (P) | Nyayo National Stadium, Nairobi Sędzia: Kat Roche |
| 25 lipca 202313:00 | Rodrigo Pelaz Aldama                                                                                             | 28:10(10:3) | Chris Daru Tagoai · Wally Tau Vesi           | Nyayo National Stadium, Nairobi Sędzia: Kat Roche |

## Faza pucharowa

### Mecz o 7. miejsce
| 30 lipca 202309:00 | Stany Zjednoczone U-20 | 47:22(19:5) | Hongkong U-20                                                                 | Nyayo National Stadium, Nairobi Sędzia: Precious Pazani |
| 30 lipca 202309:00 | Hayden McKay 15 (3P) Hugh O'Kennedy 8 (4pd) Oliver Cline 4 (2pd) Caden Crist 5 (P) Solomon Williams 5 (P) Aaron Faison 10 (2P) | 47:22(19:5) | Dylan McCann 7 (P pd) Fritz Mahn 5 (P) Dewi Simons 5 (P) Charles Warren 5 (P) | Nyayo National Stadium, Nairobi Sędzia: Precious Pazani |
| 30 lipca 202309:00 | Henry Duke · Henry Duke | 47:22(19:5) |                                                                               | Nyayo National Stadium, Nairobi Sędzia: Precious Pazani |

### Mecz o 5. miejsce
| 30 lipca 202311:00 | Zimbabwe U-20 | 64:10(33:0) | Kenia U-20                                              | Nyayo National Stadium, Nairobi Sędzia: Sylvain Mane |
| 30 lipca 202311:00 | Shadreck Mandaza 5 (P) Tawanda Matipano 10 (2P) Benoni Nhekairo 17 (P 6pd) Shingi Manyarara 5 (P) Simbarashe Kanyangarara 5 (P) Dion Khumalo 5 (P) Tadiwa Chinwada 5 (P) Mazuva Gutu 5 (P) karne przyłożenie – 7 | 64:10(33:0) | Eddy Murage 2 (pd) Faran Juma 3 (K) James Tsinalo 5 (P) | Nyayo National Stadium, Nairobi Sędzia: Sylvain Mane |
| 30 lipca 202311:00 | Dion Khumalo | 64:10(33:0) | Mike Oduor · Andycole Omolo · James Olela               | Nyayo National Stadium, Nairobi Sędzia: Sylvain Mane |

### Mecz o 3. miejsce
| 30 lipca 202313:00 | Szkocja U-20 | 83:10(33:10) | Samoa U-20                                       | Nyayo National Stadium, Nairobi Sędzia: Robin Kaluzniak |
| 30 lipca 202313:00 | Ben Afshar 17 (P 6pd) Corey Tait 10 (2P) Dan King 2 (pd) Andrew McLean 4 (2pd) Matt Reid 5 (P) Monroe Job 15 (3P) Jake Parkinson 5 (P) Archie Falconer 5 (P) Kerr Johnston 5 (P) Callum Norrie 10 (2P) Will Robinson 5 (P) | 83:10(33:10) | Afa Moleli 5 (pd K) Faauiga Tauese Tanumoa 5 (P) | Nyayo National Stadium, Nairobi Sędzia: Robin Kaluzniak |
| 30 lipca 202313:00 | Jake Parkinson · Finn Duraj | 83:10(33:10) | Faauiga Tauese Tanumoa                           | Nyayo National Stadium, Nairobi Sędzia: Robin Kaluzniak |

### Finał
| 30 lipca 202315:00 | Urugwaj U-20 | 32:39(15:24) | Hiszpania U-20 | Nyayo National Stadium, Nairobi Sędzia: Saba Abulashvili |
| 30 lipca 202315:00 | Juan Carlos Canessa 12 (P 2pd K) Juan González 5 (P) Martin Civetta 5 (P) Pedro Hoblog 5 (P) Francisco Deffemiinis 5 (P) | 32:39(15:24) | Gabriel Rocaries 5 (P) Borja Ibanez Escalera 10 (2P) Beau Finnian Peart 11 (4pd K) Marcel Sirvent Sanso 3 (K) Diego Gonzalez Blanco 5 (P) Cristian Moreno Fernandez 5 (P) | Nyayo National Stadium, Nairobi Sędzia: Saba Abulashvili |
| 30 lipca 202315:00 | Pablo Perez Merono | 32:39(15:24) | | Nyayo National Stadium, Nairobi Sędzia: Saba Abulashvili |